# Distribuzione generalizzata dei valori estremi
In teoria della probabilità la distribuzione generalizzata dei valori estremi (dall'inglese generalized extreme value distribution, in sigla GEV), o distribuzione di Fisher-Tippett, è una famiglia di distribuzioni di probabilità che raccoglie la distribuzione di Fréchet, la distribuzione di Weibull e la distribuzione di Gumbel (come caso al limite).
Questa famiglia è comune nella teoria dei valori estremi, dove descrive il limite dei massimi {\displaystyle M_{n}=\max\{X_{1},X_{2},...,X_{n}\}} in una successione di variabili aleatorie indipendenti, secondo il teorema dei valori estremi.
Il secondo nome con cui è conosciuta deriva dagli statistici britannici Fisher e Tippett.

## Definizione
Una distribuzione generalizzata dei valori estremi è caratterizzata da tre parametri reali {\displaystyle (\mu ,\ \sigma ,\ \xi )} con {\displaystyle \sigma >0} e {\displaystyle \xi \neq 0}; il suo supporto dipende dai valori dei parametri.
La sua funzione di ripartizione è definita come:
{\displaystyle F(x)=e^{-\left(1+\xi {\frac {x-\mu }{\sigma }}\right)^{-{\frac {1}{\xi }}}}},
per i valori di {\displaystyle x} che soddisfano:
{\displaystyle \xi \cdot x\geq \xi \cdot \mu -\sigma }

### Classificazione
Prendendo
{\displaystyle a=\mu -{\frac {\sigma }{\xi }},\qquad b={\frac {\sigma }{\xi }},\qquad c={\frac {1}{\xi }}},
la funzione di ripartizione può essere scritta come:
{\displaystyle F(x)=e^{-({\tfrac {x-a}{b}})^{-c}}}.
Distribuzione di Fréchet
Per {\displaystyle \xi >0} la distribuzione è una distribuzione di Fréchet generalizzata di parametri {\displaystyle (a,b,c)}
Distribuzione di Weibull
Per {\displaystyle \xi <0} la distribuzione "riprende" una distribuzione di Weibull generalizzata di parametri {\displaystyle (a,b,-c)}, descrivendone la funzione di sopravvivenza; più precisamente le due distribuzioni descrivono due variabili aleatorie opposte, {\displaystyle X} e {\displaystyle -X}.
Distribuzione di Gumbel
Per {\displaystyle \xi =0} la distribuzione non è definita, ma al limite {\displaystyle \xi \to 0} si ottiene:
{\displaystyle \lim _{\xi \to 0}F_{\xi }(x)=e^{-e^{-{\frac {x-\mu }{\sigma }}}}},
che corrisponde alla distribuzione di Gumbel.